# Balzovník jihoamerický
Balzovník jihoamerický (Ochroma pyramidale) je druh rostliny z čeledi slézovité a jediný druh rodu balzovník. Je to rychle rostoucí, až 30 metrů vysoký strom s rozměrnými srdčitými listy a velkými bílými květy neobvyklé stavby, které jsou opylovány netopýry. Plodem je dřevnatá tobolka. Je rozšířen v tropické Americe, kde roste na narušených místech v tropických deštných lesích. Strom je zdrojem velmi lehkého a měkkého dřeva, známého pod názvem balsa. Je používáno zejména v modelářství a k výrobě raftů. Z plodů se získává kapok, sloužící zejména jako vycpávkový materiál. Rostlina má význam i v domorodé medicíně.

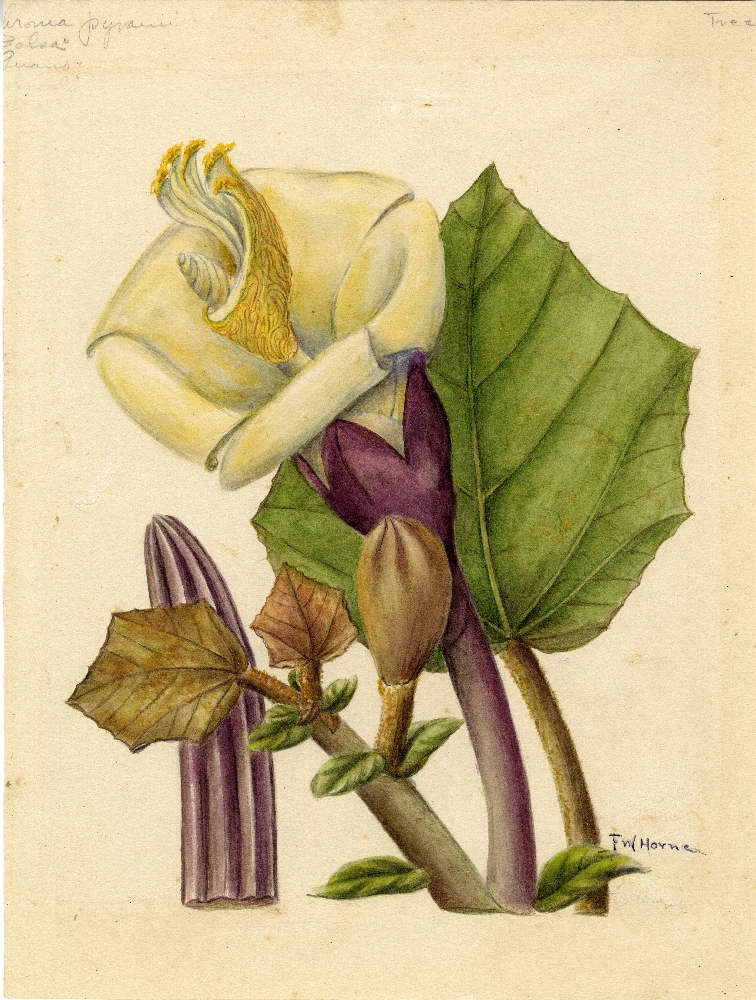
Ilustrace balzovníku

## Popis
Balzovník je opadavý až stálezelený beztrnný strom dorůstající výšky asi 12 až 30 metrů. Kmen dosahuje tloušťky až 180 cm a někdy má u paty opěrné pilíře. Listy jsou rozměrné, jednoduché, střídavé, s celistvou nebo mělce laločnatou, srdčitou čepelí a dlanitou žilnatinou. Čepel je až 40 cm dlouhá. Palisty jsou poměrně dlouho vytrvalé. Na vrcholu i na bázi řapíku je pulvinus. Květy jsou velké (asi 15 cm dlouhé), pravidelné, úžlabní, jednotlivé, nahloučené na koncích větví. Kalich je nálevkovitý, kožovitý, zakončený 5 laloky, na vnější straně hustě hvězdovitě chlupatý, opadavý. Koruna je složena z 5 bílých nebo smetanových, lopatkovitých, dužnatých korunních lístků, které jsou na bázi srostlé s trubičkou tyčinek. Tyčinek je mnoho a jsou po celé délce srostlé v trubičku. Trubička je na konci výrazně rozšířená, zakončená 5 laloky nesoucími přisedlé prašníky. Semeník je svrchní, obsahuje 5 komůrek s mnoha vajíčky a nese kyjovitou čnělku přecházející ve spirálně zkroucenou, širokou bliznu. Plodem je dřevnatá pouzdrosečná tobolka pukající 5 chlopněmi a odhalující vytrvalý střední sloupek. Plody jsou dlouhé asi 16 až 25 cm. Semena jsou obalena hojnými vlákny (kapok).

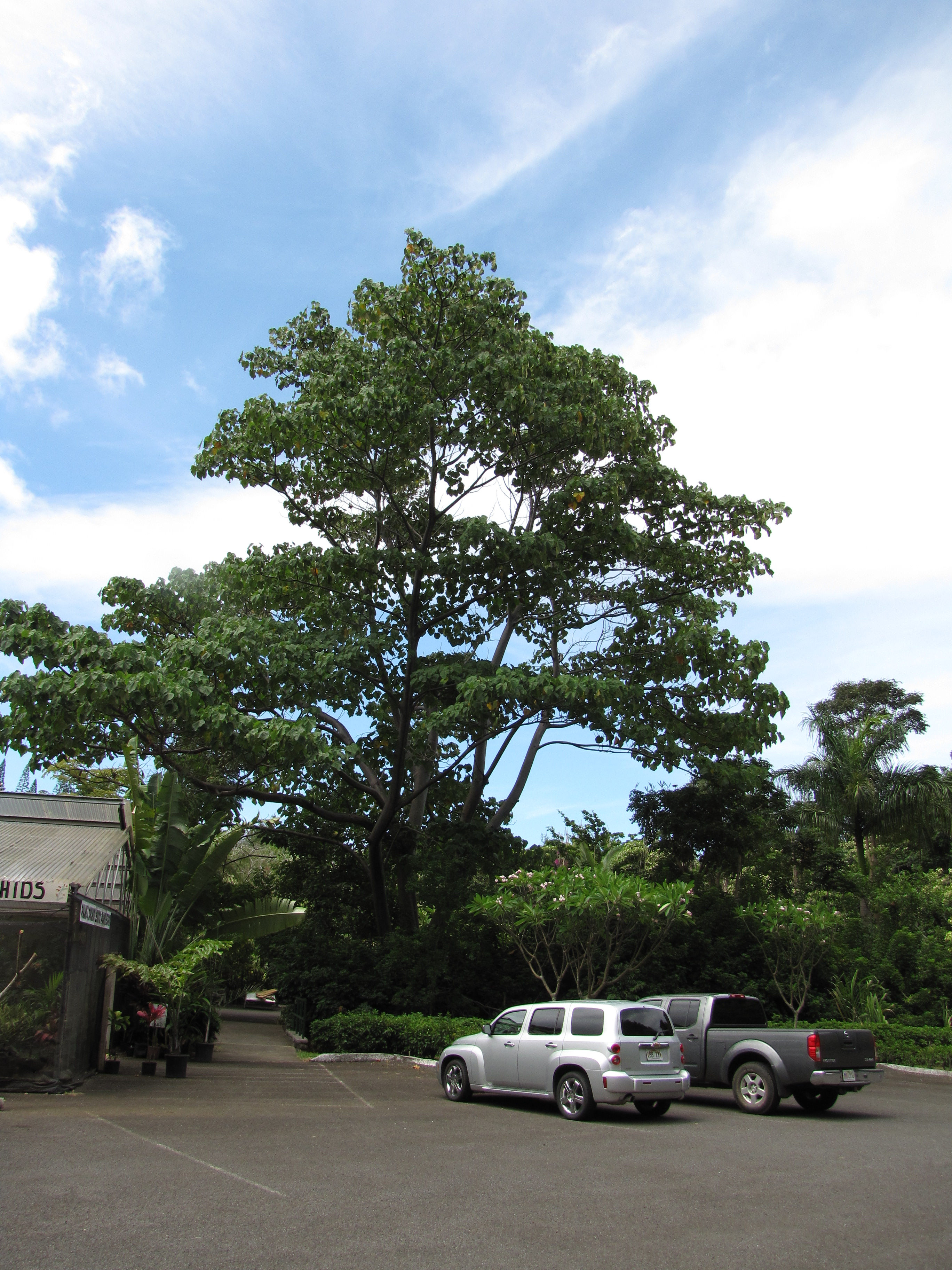
Balzovník na Havaji
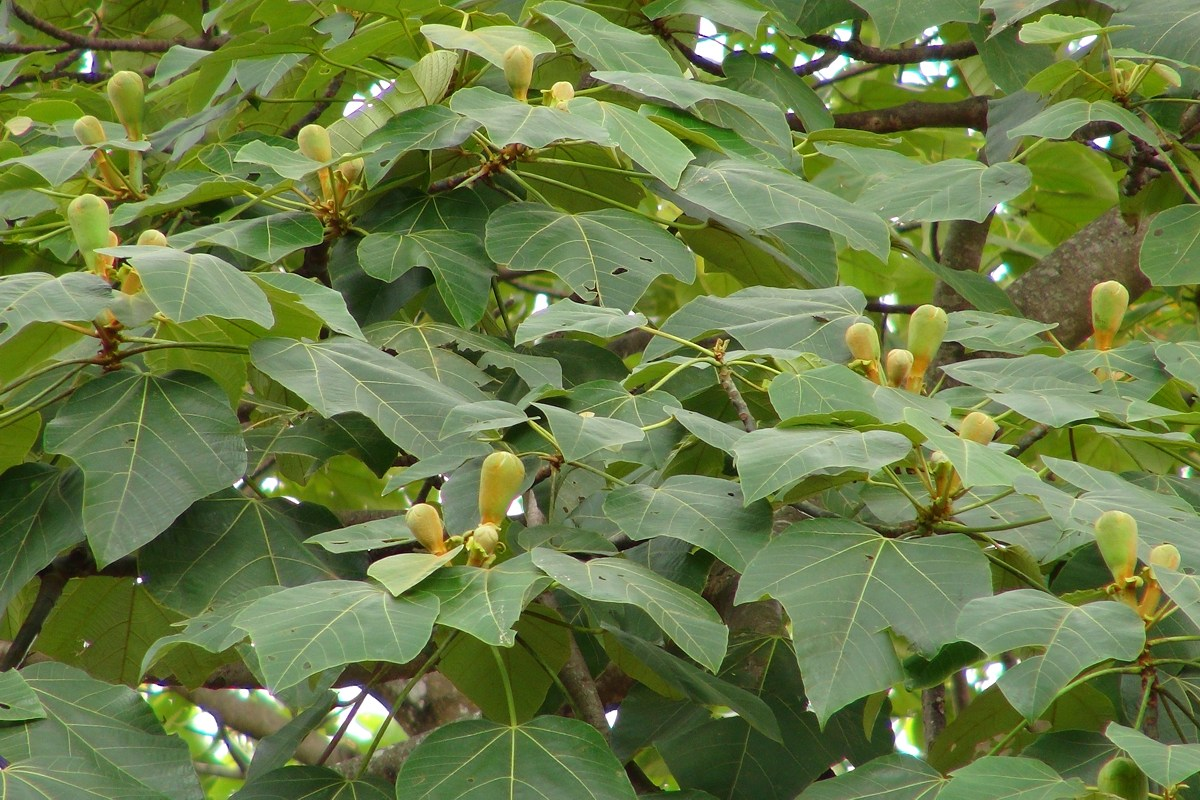
Nakvétající balzovník
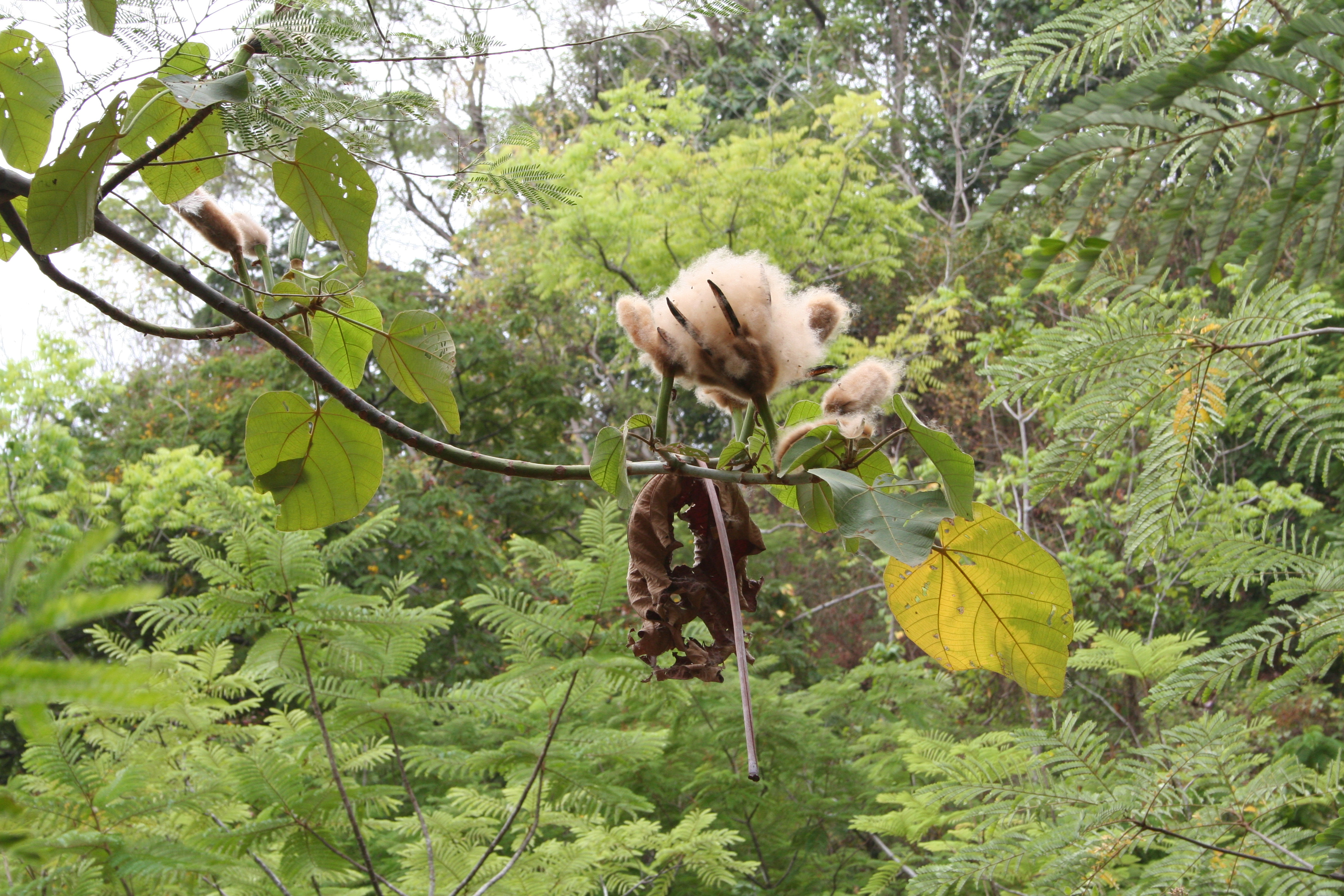
Balzovník se zralými plody

## Rozšíření
Balzovník je rozšířen výhradně v tropické Americe od jižního Mexika po Bolívii a Brazílii a na Karibských ostrovech. Vyskytuje se na narušených místech na výživnějších půdách zejména v blízkosti vodních toků. Roste spíše v nižších nadmořských výškách.

## Ekologické interakce
Balzovník je velmi rychle rostoucí a poměrně krátkověká dřevina, specializovaná na obsazování světlin a narušených míst v pralese a přežívající pak po nějaký čas v sekundárním pralese. V nedotčeném primárním pralese je velmi vzácná.
Drobná semena mají nepropustné osemení a dlouhou dormanci, která bývá přerušena působením požáru nebo zvýšeným střídáním teplot, které se objevuje na otevřených místech v pralese.
Květy se otevírají na noc a jsou specializovány na opylování netopýry, kteří se živí hojným nektarem (jeden květ jej obsahuje asi 10 až 15 ml). Netopýři na květech při sbírání nektaru přistávají, což je v rámci tohoto způsobu opylování spíše ojedinělý jev. Navštěvují je také někteří nelétající savci, např. nosál bělohubý. Nektar v nich hledají i někteří ptáci, kteří zpravidla naklovávají květ ze strany a nepodílejí se tak na opylování. Na listech mladých rostlin jsou nektária, na kterých sbírají nektar mravenci. Ti se následně starají o ochranu rostliny před býložravci. Semena mají přirostlá dlouhá vlákna, šíří se větrem a pravděpodobně i vodou.

## Taxonomie
Rod Ochroma je v rámci čeledi slézovité řazen do podčeledi Bombacoideae, která byla před nástupem systému APG vedena jako samostatná čeleď Bombacaceae. V monografii rodu z roku 1919 bylo rozlišováno celkem 9 druhů, v současné taxonomii je uznáván jediný, morfologicky různorodý druh Ochroma pyramidale. Nejblíže příbuzným rodem je podle výsledků molekulárních studií rod Patinoa. Ten zahrnuje celkem 4 druhy rozšířené rovněž v tropické Americe.

## Význam
Balzovník je vyhledáván jako zdroj velmi lehkého a měkkého dřeva, které je všeobecně známo jako balsa. Používá se zejména v modelářství a k výrobě raftů, záchranných kruhů, uměleckých předmětů ap. a jako zvuková izolace. Balsa je také užívána ve filmovém průmyslu, kde se užívá pro svou lehkost a snadnou a efektivní rozlomitelnost, když je pro potřeby filmu potřeba zničení rekvizit.
Balzovník je pěstován pro dřevo zejména v Ekvádoru. Domorodci od nepaměti používali balzové kmeny ke splavování a překonávání vodních toků. Kapok z plodů je používán zejména jako vycpávkový materiál na polštáře, matrace ap. Pevná láková[ujasnit] vlákna slouží k výrobě šňůr.
Balzovník je také občas v tropech pěstován jako okrasná nebo stínicí dřevina a vysazuje se k zabránění erozi.
Odvar z kůry je v tropické Americe používán při kolice, proti průjmu a horečkách. Šťáva z plodů slouží při bronchitidě, suchém kašli, infekcích dýchacích cest a chřipce.

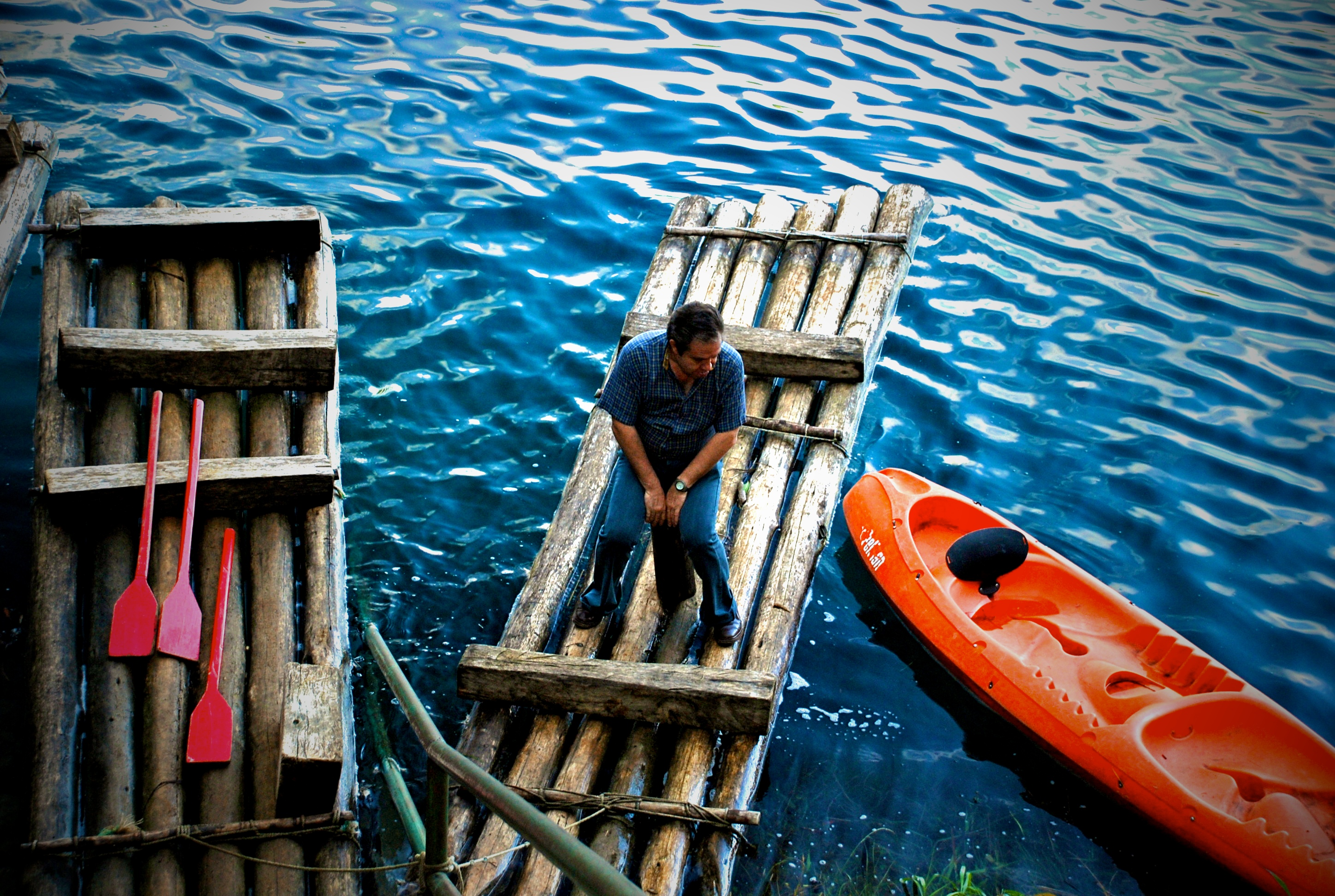
Rafty z balzového dřeva
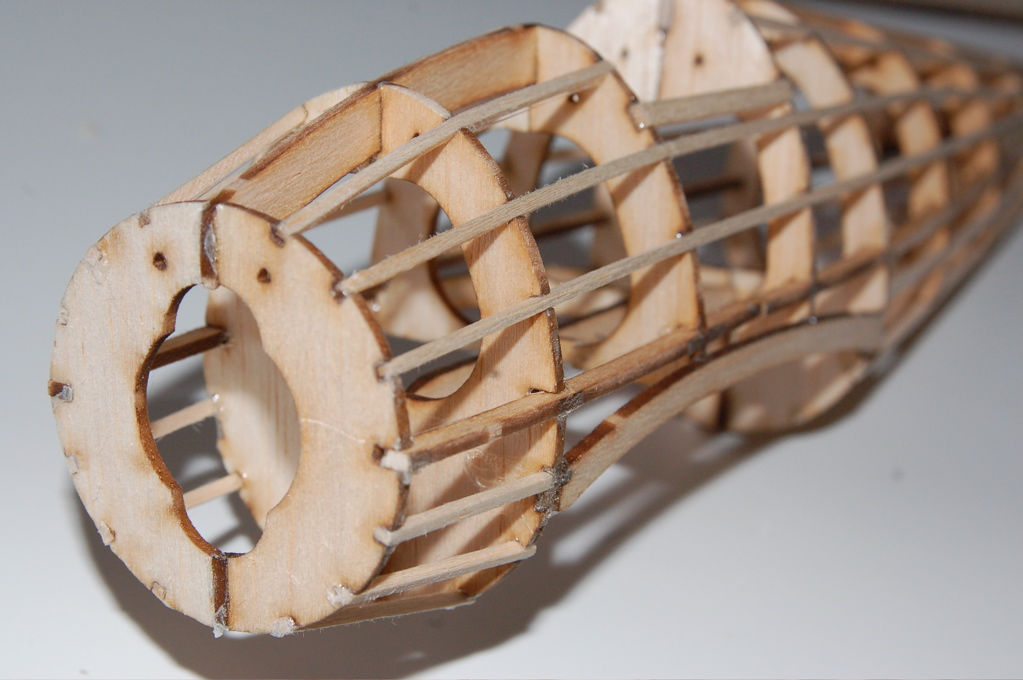
Model z balzy